# Heinrich Prechtler
Heinrich Prechtler, eigentlich Heinrich Pollak, (26. Jänner 1859 in Wien – 24. August 1917 in Bad Hofgastein, Land Salzburg) war ein österreichischer Theaterschauspieler.

## Leben
Prechtler bereitete sich an der Niklastheaterschule für seinen schauspielerischen Beruf vor und begann seine Bühnenlaufbahn mit einem Engagement in Budweis.
Von dort nach Wien zurückgekehrt, vervollkommnete er sich bei Eduard Kierschner und wurde dann von Alexander Strakosch an Laube empfohlen, der ihn (1876) ans Stadttheater engagierte. Er verließ dasselbe jedoch wegen Mangel an Beschäftigung, ging nach Hamburg, dann nach Leipzig und von dort nach Breslau, wo er den Übergang vom jugendlichen Komiker zum jugendlichen Helden und Liebhaber vollzog. 1882 trat er in den Verband des Landestheaters in Prag (Antrittsrolle: „Don Karlos“), nachdem er seine am königlichen Schauspielhaus in Berlin eingegangenen Verpflichtungen (er hatte dort bereits als „Ferdinand“, „Romeo“ und „Don Carlos“ debütiert), gelöst hatte, und wirkte dort bis 1887 in nicht minder verdienstvoller Weise wie von 1888 bis 1889 am Dresdner Hoftheater, 1890 am Berliner Theater und von 1891 bis 1897 am Lessingtheater, von wo er mit seiner Frau Ferdinande Schmittlein ans Deutsche Volkstheater und von dieser Bühne ans Burgtheater verpflichtet wurde.
Prechtler erzielte stets durch sein unaufdringliches und doch überaus lebendiges Spiel sowie den zum Herzen gehenden Gefühlsausdruck starke Wirkung.